# Competizione aeronautica

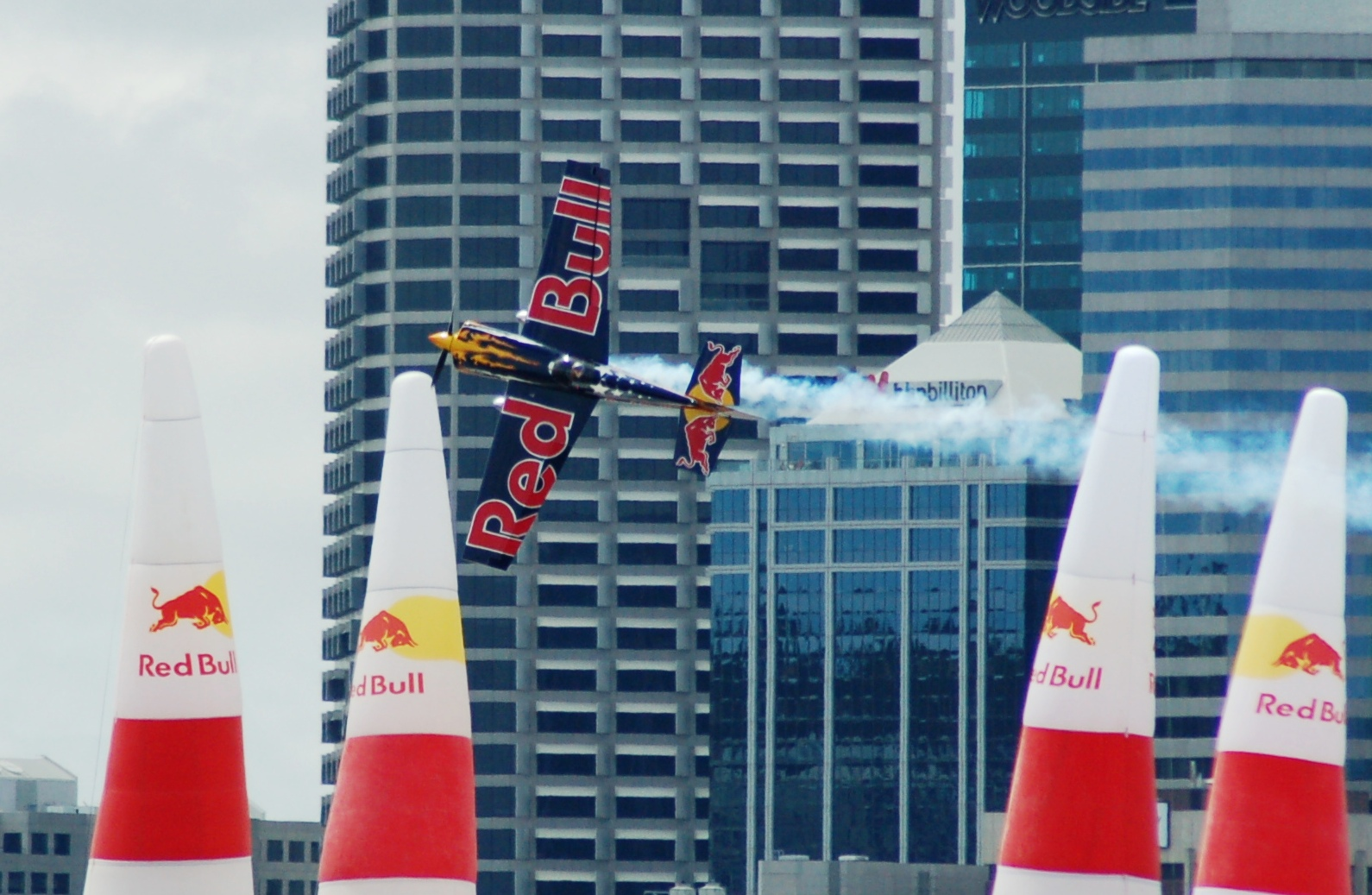
Competizione aeronautica.

Una competizione aeronautica è la definizione generale di una gara di sport motoristico in cui si concorre alla guida un aeromobile. Analogamente ad altri sport motoristici quali l'automobilismo e la motonautica, esistono varie specialità che vanno dalla gara di velocità a quella di durata a quella a tappe con regole simili alle gare di regolarità ed i rally in campo automobilistico.
Alle competizioni basate su aerodine a motore, specificatamente aerei a motore appositamente progettati per le competizioni o spesso warbird ottimizzati a tale scopo, si affiancano anche tutte le specialità di volo a vela.
In voga nella prima parte del XX secolo soprattutto nella specialità di gara di velocità ebbe una delle massime espressioni a livello mondiale nella Coppa Schneider dedicata agli idrovolanti, mentre negli Stati Uniti d'America si era imposta la National Air Races per velivoli con base a terra. In Italia, la più antica competizione aeronautica è il Giro aereo di Sicilia organizzato dalla prima metà del XX secolo dall’Aeroclub Palermo.